# Соломинская волость
Соло́минская во́лость — упразднённая административно-территориальная единица, существовавшая в составе 2-го стана Дмитровского уезда Орловской губернии в 1861—1923 годах.
Административным центром было село Соломино.

## География
Четвёртая по площади волость уезда. Располагалась к востоку от уездного города — Дмитровска. Граничила с Волконской (на севере), Лубянской (на северо-востоке), Площанской (на востоке), Долбенкинской (на юго-востоке), Малобобровской (на юго-западе) и Балдыжской (на северо-западе) волостями. Основным водотоком волости являлась река Общерица.

## История
Образована в ходе крестьянской реформы 1861 года. Около 1880 года из Соломинской волости в Долбенкинскую были переданы с. Трофимово и д. Ферезёво. К началу XX века в Соломинскую волость из Лубянской была передана д. Игнатеево, из Балдыжской — д. Вертякино и д. Трубичино. Упразднена 14 февраля 1923 года в ходе слияния и перегруппировки волостей путём присоединения к Лубянской волости. С 1928 года территория бывшей Соломинской волости входит в состав Дмитровского района Орловской области.

## Населённые пункты
По состоянию на 1877 год в Соломинской волости было 11 сельских обществ, сосредоточенных в 8 населённых пунктах:
| № | Населённый пункт | Тип населённого пункта |
| - | ---------------- | ---------------------- |
| 1 | Соломино         | село, администр. центр |
| 2 | Бычки            | деревня                |
| 3 | Горбуновка       | деревня                |
| 4 | Кузьминка        | деревня                |
| 5 | Морево           | село                   |
| 6 | Мошки            | деревня                |
| 7 | Трофимово        | село                   |
| 8 | Ферезёво         | деревня                |

К 1914 году список населённых пунктов волости выглядел следующим образом:
| № | Населённый пункт | Тип населённого пункта |
| - | ---------------- | ---------------------- |
| 1 | Соломино         | село, администр. центр |
| 2 | Бычки            | деревня                |
| 3 | Вертякино        | деревня                |
| 4 | Горбуновка       | деревня                |
| 5 | Игнатеево        | деревня                |
| 6 | Кузьминка        | деревня                |
| 7 | Морево           | село                   |
| 8 | Мошки            | деревня                |
| 9 | Трубичино        | деревня                |

## Население
| Годы      | 1877 | 1893 |
| --------- | ---- | ---- |
| Население | 5022 | 5075 |